# Ittigi, Hospet
Ittigi là một làng thuộc tehsil Hospet, huyện Bellary, bang Karnataka, Ấn Độ.